# 33 d'Àries
33 d'Àries (33 Arietis) és una estrella de la constel·lació d'Àries. Té una magnitud aparent de +5,30.